# Trophée Gazet van Antwerpen 1999-2000
Navigation
1998-1999 2000-2001
Le Trophée Gazet van Antwerpen 1999-2000 est la 13e édition du Trophée Gazet van Antwerpen, compétition de cyclo-cross organisée par le quotidien belge néerlandophone Gazet van Antwerpen.

## Résultats
| Date        | Lieu                                       | Vainqueur        | Deuxième           | Troisième            |
| ----------- | ------------------------------------------ | ---------------- | ------------------ | -------------------- |
| 11 novembre | Niel - Jaarmarktcross                      | Arne Daelmans    | Mario De Clercq    | Erwin Vervecken      |
| 4 décembre  | Rijkevorsel                                | Sven Nys         | Bart Wellens       | David Willemsens     |
| 18 décembre | Essen - GP Rouwmoer                        | Bart Wellens     | Adrie van der Poel | David Willemsens     |
| 19 décembre | Kalmthout - Vlaamse Industrieprijs Bosduin | Peter Willemsens | Kipcho Volckaerts  | Camiel van den Bergh |
| 5 février   | Lille - Krawatencross                      | Sven Nys         | Bart Wellens       | Arne Daelmans        |
| 13 février  | Oostmalle - Internationale Sluitingsprijs  | Arne Daelmans    | Bart Wellens       | Kipcho Volckaerts    |

## Classement final
| #   | Coureur           | Points |
| --- | ----------------- | ------ |
| 1.  | Arne Daelmans     | 153    |
| 2.  | Bart Wellens      | 153    |
| 3.  | David Willemsens  | 138    |
| 4.  | Peter Willemsens  | 135    |
| 5.  | Erwin Vervecken   | 106    |
| 6.  | Patrick Schurmans | 102    |
| 7.  | Kris Wouters      | 99     |
| 8.  | Jan Van Donink    | 97     |
| 9.  | Wim Jacobs        | 96     |
| 10. | David Laenen      | 90     |

## Résultats détaillés
| #  | Coureur             | Temps   |
| -- | ------------------- | ------- |
| 1  | Arne Daelmans       | inconnu |
| 2  | Mario De Clercq     |         |
| 3  | Erwin Vervecken     |         |
| 4  | David Willemsens    |         |
| 5  | Richard Groenendaal |         |
| 6  | Wim de Vos          |         |
| 7  | Peter Van Santvliet |         |
| 8  | Peter Willemsens    |         |
| 9  | Bart Wellens        |         |
| 10 | Marc Janssens       |         |

| #  | Coureur           | Temps   |
| -- | ----------------- | ------- |
| 1  | Sven Nys          | inconnu |
| 2  | Bart Wellens      |         |
| 3  | David Willemsens  |         |
| 4  | Arne Daelmans     |         |
| 5  | Kris Wouters      |         |
| 6  | Erwin Vervecken   |         |
| 7  | Peter Willemsens  |         |
| 8  | Wim Jacobs        |         |
| 9  | Marc Janssens     |         |
| 10 | Kipcho Volckaerts |         |

| #  | Coureur              | Temps   |
| -- | -------------------- | ------- |
| 1  | Bart Wellens         | inconnu |
| 2  | Adrie van der Poel   |         |
| 3  | David Willemsens     |         |
| 4  | Arne Daelmans        |         |
| 5  | Peter Willemsens     |         |
| 6  | Tom Vannoppen        |         |
| 7  | Kris Wouters         |         |
| 8  | Patrick Schurmans    |         |
| 9  | Camiel van den Bergh |         |
| 10 | Jan Van Donink       |         |

| #  | Coureur              | Temps   |
| -- | -------------------- | ------- |
| 1  | Peter Willemsens     | inconnu |
| 2  | Kipcho Volckaerts    |         |
| 3  | Camiel van den Bergh |         |
| 4  | Wim Jacobs           |         |
| 5  | Patrick Schurmans    |         |
| 6  | Kris Wouters         |         |
| 7  | David Laenen         |         |
| 8  | Andrew Vancoillie    |         |
| 9  | Bert Vervecken       |         |
| 10 | Jan Van Donink       |         |

| #  | Coureur             | Temps   |
| -- | ------------------- | ------- |
| 1  | Sven Nys            | inconnu |
| 2  | Bart Wellens        |         |
| 3  | Arne Daelmans       |         |
| 4  | Erwin Vervecken     |         |
| 5  | David Willemsens    |         |
| 6  | Sven Vanthourenhout |         |
| 7  | Peter Willemsens    |         |
| 8  | Marc Janssens       |         |
| 9  | Sten Raeymakers     |         |
| 10 | Rudi Van De Sompel  |         |

| #  | Coureur             | Temps   |
| -- | ------------------- | ------- |
| 1  | Arne Daelmans       | inconnu |
| 2  | Bart Wellens        |         |
| 3  | Kipcho Volckaerts   |         |
| 4  | David Willemsens    |         |
| 5  | Peter Willemsens    |         |
| 6  | Erwin Vervecken     |         |
| 7  | Kris Wouters        |         |
| 8  | Sven Vanthourenhout |         |
| 9  | Danny De Bie        |         |
| 10 | Paul Van Loon       |         |